# Калум Тарнер
Калум Робилард Тарнер (енгл. Callum Robilliard Turner; Лондон, 15. фебруар 1990) британски је глумац.

## Биографија
Рођен је 15. фебруара 1990. у Лондону. Одгајала га је на општинском имању његова самохрана мајка, која је у то време била промотерка клуба. Након што је рано напустио школу да би се полупрофесионално бавио фудбалом, постао је манекен и на крају је радио у малопродаји пре глуме. Средње име је добио по мачином пријатељу, песнику Дејвиду Робиларду, који је преминуо две године пре Тарнеровог рођења.
Између 2015. и 2019. био је у вези с британском глумицом Ванесом Кирби. Од јануара 2024. у вези је с певачицом Дуом Липом.

## Филмографија

### Филм
| Улоге Калума Тарнера |                                           |               |                 |                                   |
| Година               | Српски назив                              | Изворни назив | Улога           | Напомена                          |
| 2010.                |                                           |               | дечко           | кратки филм                       |
| 2011.                |                                           |               | Тони            | кратки филм                       |
| 2012.                |                                           |               | Скот            | кратки филм                       |
| 2013.                |                                           |               | Ез              | кратки филм                       |
| 2014.                |                                           |               | Бил Рохан       |                                   |
| 2015.                | Зелена соба                               |               | Тигар           |                                   |
| 2015.                | Виктор Франкенштајн                       |               | Алистер         |                                   |
| 2016.                |                                           |               | Дени            |                                   |
| 2016.                |                                           |               | Нејтан          |                                   |
| 2017.                |                                           |               | Калум           |                                   |
| 2017.                |                                           |               | Еван            |                                   |
| 2017.                | Једини живи дечко у Њујорку               |               | Томас Веб       |                                   |
| 2018.                |                                           |               | —               | кратки филм; редитељ и сценариста |
| 2018.                | Фантастичне звери: Гринделвалдови злочини |               | Тезеј Скамандер |                                   |
| 2020.                | Ема                                       |               | Френк Черчил    |                                   |
| 2020.                |                                           |               | Грегори         |                                   |
| 2021.                | Последње писмо твог љубавника             |               | Ентони О’Хер    |                                   |
| 2022.                | Фантастичне звери: Тајне Дамблдора        |               | Тезеј Скамандер |                                   |
| 2023.                |                                           |               | Џо Ранц         |                                   |

### Телевизија
| Улоге Калума Тарнера |                   |                    |                      |             |
| Година               | Српски назив      | Изворни назив      | Улога                | Напомена    |
| 2012.                |                   |                    | Арон                 | 3 епизоде   |
| 2012.                |                   |                    | Ешли                 | 2 епизоде   |
| 2013.                | Борџије           |                    | Калвино              | 1 епизода   |
| 2013.                | Трбосекова улица  |                    | Филип                | 1 епизода   |
| 2014.                |                   |                    | Илај                 | 8 епизода   |
| 2016.                | Рат и мир         |                    | принц Анатол Курагин | мини-серија |
| 2019.                |                   |                    | Шон Емери            | 6 епизода   |
| 2024.                | Господари ваздуха | Masters of the Air | мајор Џон Иган       | мини-серија |

### Позориште
| Улоге Калума Тарнера |              |               |       |                   |
| Година               | Српски назив | Изворни назив | Улога | Напомена          |
| 2011.                |              |               | Чарли | позориште Кокпит  |
| 2013.                |              |               | Тоно  | позориште Финборо |